# Tikoiwuti Dorsa
I Tikoiwuti Dorsa sono una struttura geologica della superficie di Venere.